# Скворцов, Владимир Николаевич
Владимир Николаевич Скворцов (бел. Уладзімір Мікалаевіч Скварцоў; род. 21 декабря 1954, Реж, Свердловская область, РСФСР, СССР) — белорусский дипломат.

## Биография
Родился в городе Реж Свердловской области в 1954 году.
Окончил Минский государственный педагогический институт иностранных языков в 1977 году, Белорусский государственный университет в 1992 году, а также дипломатические курсы при Венской дипломатической академии и при Министерстве иностранных дел ФРГ.
В 1978—1981 годах работал ведущим программ редакции телепередач (группа советских войск в Германии).
На дипломатической службе с 1981 года. Работал в Посольстве СССР в ГДР (1981—1987), занимал различные должности в Министерстве иностранных дел Республики Беларусь. С 1995 по 1998 год работал советником Посольства Республики Беларусь в Федеративной Республике Германия. Непродолжительное время в 1998 году был Временным поверенным в Делах Республики Беларусь в ФРГ. В 1998 — 1999 годах возглавлял пресс-службу Президента Республики Беларусь.
3 сентября 1999 года назначен Чрезвычайным и Полномочным Послом Республики Беларусь в Федеративной Республике Германия. Подал в отставку 26 июня 2009 года.
В 2009—2013 годах — начальник отдела анализа внешней политики Министерства иностранных дел Республики Беларусь.
10 сентября 2013 года назначен Чрезвычайным и Полномочным Послом Республики Беларусь в Израиле. 12 сентября 2019 года освобождён от должности Чрезвычайного и Полномочного посла в Израиле.
Владеет немецким и английским языками.

## Награды
21 декабря 2004 года награждён Почётной грамотой Совета Министров, а 9 октября 2008 года — Почётной грамотой Национального собрания Республики Беларусь.

## Семья
Женат, воспитывает дочь.